# Circonscription d'El Hajeb
La circonscription d'El Hajeb est la circonscription législative marocaine de la province d'El Hajeb située en région Fès-Meknès. Elle est représentée dans la Xe législature par Khalid El Boukarai et Youssef Hadhoum.

## Historique des députations
| Législature | Début de mandat  | Fin de mandat    | Députés élus | Députés élus             | Députés élus | Députés élus              |
| ----------- | ---------------- | ---------------- | ------------ | ------------------------ | ------------ | ------------------------- |
| IXe         | 26 novembre 2011 | 7 octobre 2016   |              | Abdessamad Idrissi (PJD) |              | El Houssaine Kassmi (PPS) |
| Xe          | 8 octobre 2016   | 8 septembre 2021 |              | Khalid El Boukarai (PJD) |              | Youssef Hadhoum (PI)      |
| XIe         | 9 septembre 2021 | ?                |              | Ouahid Hakim (RNI)       |              | Lahcen Elamoud (PI)       |

## Historique des élections

### Découpage électoral d'octobre 2011

#### Élections de 2016
| Parti       | Parti                                         | Voix    | %      | Député(s) élus     |  |
| ----------- | --------------------------------------------- | ------- | ------ | ------------------ |  |
|             | Parti de l'Istiqlal (PI)                      | 12 014  | 23,36  | Youssef Hadhoum    |  |
|             | Parti de la justice et du développement (PJD) | 11 407  | 22,18  | Khalid El Boukarai |  |
|             | Mouvement populaire (MP)                      | 8 497   | 16,52  |                    |  |
|             | Union socialiste des forces populaires (USFP) | 7 627   | 14,83  |                    |  |
|             | Parti authenticité et modernité (PAM)         | 4 146   | 8,06   |                    |  |
|             | Rassemblement national des indépendants (RNI) | 2 800   | 5,44   |                    |  |
|             | Mouvement démocratique et social (MDS)        | 1 746   | 3,40   |                    |  |
|             | Union constitutionnelle (UC)                  | 1 117   | 2,17   |                    |  |
|             | Fédération de la gauche démocratique (FGD)    | 980     | 1,91   |                    |  |
|             | Parti du progrès et du socialisme (PPS)       | 447     | 0,87   |                    |  |
|             | Parti de la renaissance et de la vertu (PRV)  | 303     | 0,59   |                    |  |
|             | Parti de l'unité et de la démocratie (PUD)    | 136     | 0,26   |                    |  |
|             | Parti de la gauche verte (PGV)                | 98      | 0,19   |                    |  |
|             | Parti du centre social (PCS)                  | 92      | 0,18   |                    |  |
|             | Parti démocratique de l'indépendance (PDI)    | 15      | 0,03   |                    |  |
|             |                                               |         |        |                    |  |
| Inscrits    | Inscrits                                      | 106 382 | 100,00 |                    |  |
| Abstentions | Abstentions                                   | 54 957  | 51,66  |                    |  |
| Exprimés    | Exprimés                                      | 51 425  | 48,34  |                    |  |

#### Élections de 2021
| Parti       | Parti                                                       | Voix    | %      | Députés élus   |  |
| ----------- | ----------------------------------------------------------- | ------- | ------ | -------------- |  |
|             | Parti de l'Istiqlal (PI)                                    | 23 569  | 29,90  | Lahcen Elamoud |  |
|             | Rassemblement national des indépendants (RNI)               | 21 115  | 26,79  | Ouahid Hakim   |  |
|             | Parti du progrès et du socialisme (PPS)                     | 9 922   | 12,59  |                |  |
|             | Parti authenticité et modernité (PAM)                       | 7 147   | 9,07   |                |  |
|             | Mouvement populaire (MP)                                    | 5 164   | 6,55   |                |  |
|             | Parti de la justice et du développement (PJD)               | 4 626   | 5,87   |                |  |
|             | Union socialiste des forces populaires (USFP)               | 2 740   | 3,48   |                |  |
|             | Parti socialiste unifié (PSU)                               | 1 394   | 1,77   |                |  |
|             | Parti de l'environnement et du développement durable (PEDD) | 762     | 0,97   |                |  |
|             | Mouvement démocratique et social (MDS)                      | 711     | 0,90   |                |  |
|             | Alliance de la fédération de gauche (AGD)                   | 543     | 0,69   |                |  |
|             | Parti du centre social (PCS)                                | 402     | 0,51   |                |  |
|             | Parti de l'équité (PRE)                                     | 273     | 0,35   |                |  |
|             | Parti vert marocain (PVM)                                   | 262     | 0,33   |                |  |
|             | Parti démocratique de l'indépendance (PDI)                  | 182     | 0,23   |                |  |
|             | Parti travailliste (PT)                                     | 16      | 0,02   |                |  |
|             |                                                             |         |        |                |  |
| Inscrits    | Inscrits                                                    | 112 595 | 100,00 |                |  |
| Abstentions | Abstentions                                                 | 33 767  | 29,99  |                |  |
| Exprimés    | Exprimés                                                    | 78 828  | 70,01  |                |  |